# Atractocerops sumartrensis
Atractocerops sumartrensis là một loài ruồi trong họ Tachinidae.